# Думбия, Мамаду (футболист, 2006)
Мамаду́ Думбия́ (фр. Mamadou Doumbia; родился 18 февраля 2006) — малийский футболист, полузащитник клуба «Уотфорд» и сборной Мали.

## Клубная карьера
Воспитанник футбольной академии малийского клуба «Блэк Старс». В феврале 2024 года было объявлено о соглашении, согласно которому 1 июля 2024 года Думбия перейдёт в английский клуб «Уотфорд», подписав шестилетний контракт.

## Карьера в сборной
Весной 2023 года сыграл на Кубке африканских наций (до 17 лет), который прошёл в Алжире, забив на турнире 4 гола. На турнире малийцы заняли четвёртое место. В ноябре того же года Думбия отправился на юношеский чемпионат мира, который прошёл в Индонезии, забив на турнире 4 гола, в том числе гол в матче за третье место против Аргентины. На турнире сборная Мали заняла третье место.
26 марта 2024 года дебютировал за главную сборную Мали в матче против сборной Нигерии, выйдя на замену Камори Думбия.